# Alain Guionnet
Pour les articles homonymes, voir Guionnet.
Alain Guionnet est un militant négationniste français né en 1954.
Après plusieurs années passées à l'ultra-gauche, il crée en 1989 la revue Revision, où il fait preuve d'un négationnisme et d'un antisémitisme exacerbés.

## Biographie

### Jeunesse et études
Alain Guionnet naît le 22 avril 1954 dans le 14e arrondissement de Paris.
En mars 1971, alors qu'il est élève du lycée Jean-Baptiste-Say, impliqué dans une rixe au sein avec des militants d'extrême droite, il est brièvement incarcéré à la maison d'arrêt de Fleury-Mérogis, ce qui provoque de nouveaux remous : après que 2 000 lycéens se sont réunis aux cris de « Libérez Guionnet ! » et l'organisation de « diverses réunions de protestation », plusieurs établissements parisiens se mettent en grève, ; il est relâché après dix jours derrière les barreaux, ; l'année suivante, son exclusion définitive du lycée entraîne de nouvelles protestations.
Il obtient par la suite une licence en administration économique et sociale et une maîtrise en histoire.
Militant d'ultra-gauche dans sa jeunesse, il dirige un groupe appelé Oser lutter, oser vaincre, basé à Issy-les-Moulineaux ; il collabore à King-Kong international, et fonde, avec Pierre Guillaume, le journal gauchiste La Guerre sociale. Il écrit également un courrier à Guy Debord, archivé dans ses Lettres reçues. 
Alors qu'il est étudiant à l'École des hautes études en sciences sociales, son cursus est interrompu par un grave accident de la route, qui le laisse invalide à 70 %. Il reprend une scolarité chaotique, étudiant le hongrois et suivant en auditeur libre des cours d'assyrien et de langue chaldéenne. En 2003-2004, il suit à l'École pratique des hautes études le séminaire d'Esther Benbassa et Jean-Christophe Attias sur l'histoire du judaïsme,.

### Revisionet militantisme négationniste
Au début des années 1980, il entre en contact avec Robert Faurisson, avec qui il correspond. En 1986, il diffuse à l'université Paris-VI son premier tract, contre la circoncision, signé « Aigle noir ». En avril 1989, il fonde, avec Xavier Valla (secrétaire) et Didier Diers (trésorier), l'Association contre la mutilation des enfants (AME) L'AME se propose d'exposer les conséquences « néfastes de la circoncision sur les nouveaux-nés [sic] » et diffuse régulièrement une feuille, Article 312,. Gérard Zwang serait son éminence grise (c'est lui qui décerne les prix littéraires de l'AME).[réf. nécessaire] Guionnet quitte la présidence de l'association en 1991.[réf. souhaitée]
En mars de la même année, après avoir participé aux Annales d'histoire révisionniste, il fonde le mensuel négationniste Revision, qui, outre les textes de son directeur, accueille des articles signés notamment par Claude Courouve, Robert Faurisson, Pierre Marais, Xavier Valla ou Olivier Mathieu,, ou encore un entretien avec Michel Lajoye. Il y republie  Les Protocoles des Sages de Sion en feuilleton et y diffuse des théories antimaçonniques et conspirationnistes,. Il y loue aussi les travaux d'Henry Coston. La revue est imprimée par Les Presses bretonnes, contrôlées par Fernand Le Rachinel,.
Dans le même temps, il continue ses distributions de tracts, toujours signés « L'Aigle noir » mais à présent négationnistes, notamment dans la périphérie de Lyon à l'occasion du procès de Klaus Barbie,. Il présente Revision lors de fêtes du Front national, ainsi celle des Bleu-blanc-rouge 1990, où il salue Jean-Marie Le Pen. Cette même année, à l'occasion de sa première condamnation judiciaire en mars, il reçoit le soutien de François Brigneau dans National-Hebdo,,, — journal qui accueille par ailleurs des encarts publicitaires pour Revision.
En 1991, il est interrogé par Serge Moati dans son documentaire La Haine antisémite, diffusé sur TF1,. S'éloignant de Robert Faurisson et Henri Roques, il commence à cette époque à se réclamer avec Olivier Mathieu du « post-révisionnisme »,,, qui devient « une nouvelle génération » de négationnistes, « plus virulente » et se revendiquant ouvertement du néofascisme.
Guy Birenbaum cite sa revue Revision parmi les publications négationnistes importantes. Pour Jean-Yves Camus, il s'agit du  « plus extrême des organes négationnistes antisémites », qui « témoigne surtout des obsessions de son fondateur ». Le même auteur souligne que la revue « se caractérise par un antisémitisme obsessionnel et ordurier » et que sa lecture « suscite des doutes sur l'équilibre mental des collaborateurs ». Le psychiatre Michel Erlich a parlé à son propos d'« antisémitisme délirant ». Stéphane François range Guionnet dans la catégorie des complotistes paranoïaques qui « expliquent leurs malheurs par l'existence d’un complot juif visant à les faire taire », et souligne que dans son cas « l'aspect pathologique n’est pas à négliger ».
Les écrits de Guionnet repoussent régulièrement les limites de la provocation, et Revision, qui se proclame « seul journal antijuif », multiplie les titres du type « Les coupeurs de verge à la grande vergue ! », « Salut Hitler ! », «  L'argent n'a pas d'odeur... Mais le juif en a une ! » ou les articles consacrés à la circoncision. La revue tourne essentiellement autour de la figure de son fondateur, allant jusqu'à publier une interview d'« Attila Lemage » par « Jacques Moulin », l'un et l'autre étant des pseudonymes de Guionnet. Elle est initialement diffusée en kiosque dans les grandes villes, à deux mille exemplaires. En juin 1990, un an après sa création, elle est interdite de vente aux mineurs, d'affichage et de toute forme de publicité. Elle n'est plus ensuite diffusée que par abonnements et dans certaines librairies d'extrême droite, comme L'Æncre ou la librairie Ogmios. Roland Gaucher et Philippe Randa écrivent en 2001 que chaque numéro du journal « fait en général l'objet d'une mise en examen » d'Alain Guionnet.
Diverses figures du négationnisme, comme Robert Faurisson ou Henri Roques, prennent assez rapidement leurs distances avec lui ; Roques dit le considérer comme un « cas un peu pathologique » et Faurisson, dans un entretien accordé à Valérie Igounet, se contente de déclarer : « Alain Guionnet, c’est un alcoolique. Je n’ai rien à ajouter ». Le dernier numéro de Revision paraît en 2009.
Le 22 octobre 2005, il organise à Paris, avec Jean Plantin, une manifestation « pour la défense de la liberté d'expression », en soutien aux négationnistes allemands, belges et suisses poursuivis dans leur pays ; il s'agit selon Jacques Leclercq d'« une première en Europe », mais elle est interdite et ne se tient finalement pas.

### Condamnations
Alain Guionnet fait l'objet de multiples poursuites et condamnations, tant pour ses articles que pour les autocollants à caractère négationniste et/ou antisémite qu'il appose dans des lieux publics. Après avoir été relaxé des chefs de « diffamation » et d'« injures raciales » en 1989, il est condamné à trois reprises (1990, jugement confirmé l'année suivante,,,, 1993 et 1994) à des peines de prison ferme pour « contestation de crimes contre l'humanité », et « provocation à la discrimination, à la haine ou à la violence raciales et diffamation raciale ». En 1997, il est condamné pour « diffamation envers la mémoire des morts ».
Selon Jean-Yves Camus, il est jusqu'à Vincent Reynouard la seule personne incarcérée en France après une condamnation pour négationnisme.

## Ouvrages
- « Jacques Moulin », Le Mode de production des hommes-plantes, Issy-les-Moulineaux, A. Guionnet, 1980, 177 p. (BNF 36601252).
- « L'Aigle noir », Josef Kramer contre Josef Kramer : mémoire en défense, Paris, Polémiques, 1988, 151 p. (ISBN 2-906407-02-X).
- « Attila Lemage », Manifeste antijuif : du 10e siècle avant notre ère à nos jours, le combat des Titans, Issy-les-Moulineaux, Libre parole-A. Lemage, 1991, 73 p. (BNF 35476667).

### Préfaces
- Friedrich Engels (trad. de l'allemand, préf. « Jacques Moulin »), La Campagne pour la constitution du Reich allemand : 1850 [« Die Deutsche Reichsverfassungskampagne »], Paris, J. Moulin, 1981, 147 p. (BNF 34690626).
- Maurice Joly (préf. « Jacques Moulin »), Dialogue aux enfers entre Machiavel et Montesquieu : 1864, Issy-les-Moulineaux, Libre parole, 1991, 180 p. (BNF 35485556).